# 長宗我部元親百箇条
『長宗我部元親百箇条』（ちょうそかべもとちかひゃっかじょう）とは、土佐国の戦国大名である長宗我部元親・盛親親子が1597年5月10日（慶長2年3月24日）に制定発布した分国法である。

## 主な内容
- 喧嘩・口論は硬く停止する。この旨に背き、勝負に及べば理非によらず成敗する。
- 国家への反逆・国中への悪口・流言蜚語は重罰刑とする。また、賭博禁止・犯人隠匿には連座制をもって処罰する。
- 喧嘩・博奕・大酒・踊・相撲見物・遊山振舞などは禁止する（備考として、1573年時点では相撲が行われており、『土佐物語』に流れ力士である源蔵の逸話が見られる）。

→禁酒令は重臣でもある福留儀重に諌められ撤回。
とされるが、儀重の生存年代と百箇条公布の年代が合わない。
- 隠田の禁止。難渋の場合、（百姓の）首をはねる事。
- 第一鉄砲、弓馬を専ら心がけること。
- 密懐法。武家の夫は妻が密通を行った場合、妻を殺害すべし。しない場合は夫、妻、姦夫の三者すべて処刑とする。